# Civitella del Tronto
Civitella del Tronto ist eine italienische Gemeinde mit 4575 Einwohnern in der Provinz Teramo, in der Region Abruzzen und liegt ca. 140 Kilometer nordöstlich von Rom und 20 Kilometer von der Adriaküste entfernt. Civitella ist Mitglied der Comunità Montana della Laga und gehört zu der Vereinigung I borghi più belli d’Italia (Die schönsten Orte Italiens).

## Geografie
Civitella del Tronto liegt in den Monti della Laga, einem Teil des Abruzzischen Apennin oberhalb des Grenzflusses zur Region Marken, dem Tronto. Historisch war er für 600 Jahre der Grenzfluss zwischen dem Königreich Neapel und dem Kirchenstaat.
Der mittelalterliche Ortskern wird von einer großen Festung, die im Wesentlichen auf das 19. Jahrhundert zurückgeht, dominiert.

## Geschichte
Möglicherweise geht Civitella schon auf eine Ansiedlung der Picener zurück. Schriftlich erwähnt wird es jedoch erstmals im Jahr 1001. Bedeutung erlangte der Ort erst in der Zeit der Staufer.
1556/57 belagerte François de Guise auf seinem Eroberungsfeldzug nach Neapel die Festung, die monatelang von den Einwohnern von Civitella verteidigt wurde, bis der französische Feldherr von seinem König zurückgerufen wurde. König Philipp II. verlieh zum Dank dem Ort die Stadtrechte und den Beinamen Civitas Fidelissima (Treueste Stadt) den Civitella noch heute in seinem Wappen trägt.
Auch 1806 hielt die Festung unter dem Kommando des irischen Gouverneurs Matteo Wade der Armee Joseph Bonapartes stand, der von seinem Bruder Napoleon als König von Neapel eingesetzt wurde. Erst als Neapel längst gefallen war kapituliert Civitella. Nachdem die Bourbonen wieder auf den Thron in Neapel gelangt waren, wurde die Burg 1820 fast vollständig abgetragen und von dem Architekten Stefano Ottaviani unter modernsten, militärischen Gesichtspunkten wieder errichtet. So hielt die neue Festung 1861, als letztes Bollwerk der Bourbonen, den Truppen Garibaldis auf dem Weg zur italienischen Einigung sieben Monate stand. Danach aber verlor die Burg ihre Bedeutung als Grenzfestung und war dem Verfall preisgegeben. Erst 1973 wurde sie wieder grundlegend restauriert.
Nach dem Kriegseintritt Italiens im Juni 1940 errichtete das faschistische Regime in Civitella del Tronto ein Internierungslager (campo di concentramento). Es verteilte sich auf drei ungleiche Gebäude mit einer Gesamtaufnahmekapazität von 200 Internierten: das Franziskanerkloster Santa Maria dei Lumi (60 Personen), das ehemalige Armenhaus Filippo Alessandrini (100 Personen) und ein privates Wohnhaus, Casa Migliorati (40 Personen).
Die ersten Internierten waren belgische Staatsangehörige, gefolgt von Chinesen, Griechen und ausländischen Juden. Sie waren im Konvent untergebracht. Im März 1942 bezogen 114 anglo-libysche Juden das Hospiz Alessandrini. Aus Deutschland, Österreich und Polen stammende Juden blieben bis September 1943 in den zwei anderen Gebäuden. Im September 1940 waren 20 Internierte im Lager anwesend; im Februar 1941 waren es schon 232, am 31. August 1943 noch 186. Am 26. Oktober 1943 wurden auf Anordnung des deutschen Kommandos in Chieti 121 männliche Insassen zur Zwangsarbeit herangezogen; darauf intervenierte die Schweizer Gesandtschaft in Rom, die die britischen Interessen vertrat, beim italienischen Innenministerium. Das Lager blieb auch unter dem RSI-Regime bestehen. Alle Internierten wurden ins Konzentrations- und Durchgangslager Fossoli di Carpi verlegt, von wo aus die Anglo-Libyer am 16. Mai 1944 nach Bergen-Belsen deportiert wurden.

## Bevölkerung
| Jahr      | 1871  | 1901  | 1921   | 1951   | 1971  | 1991  | 2001  | 2016  |
| Einwohner | 7.426 | 9.584 | 10.038 | 10.494 | 6.046 | 5.421 | 5.244 | 5.036 |

Quelle: ISTAT

## Sehenswürdigkeiten

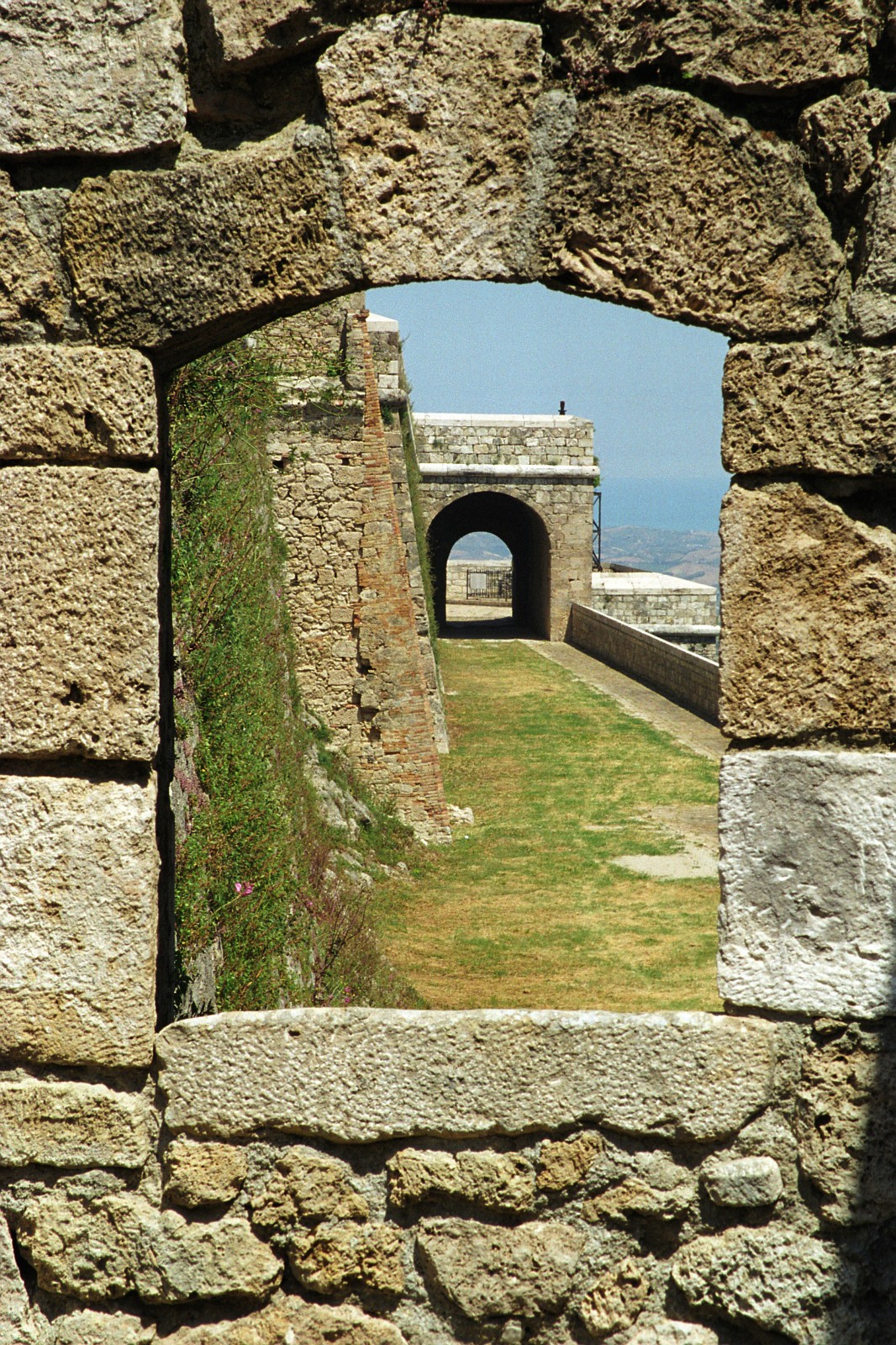
Auf der Festung
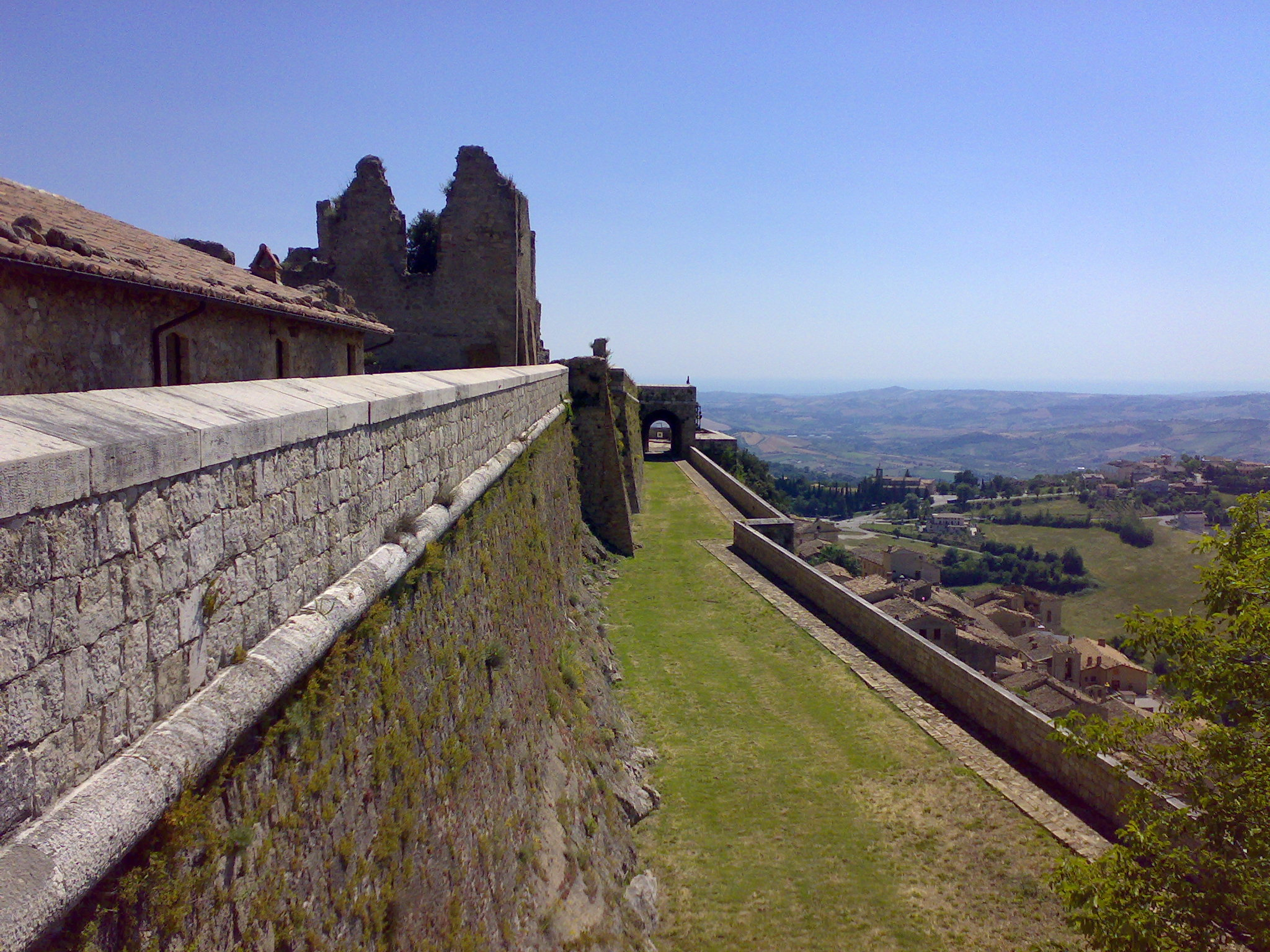
Blick von der Festung
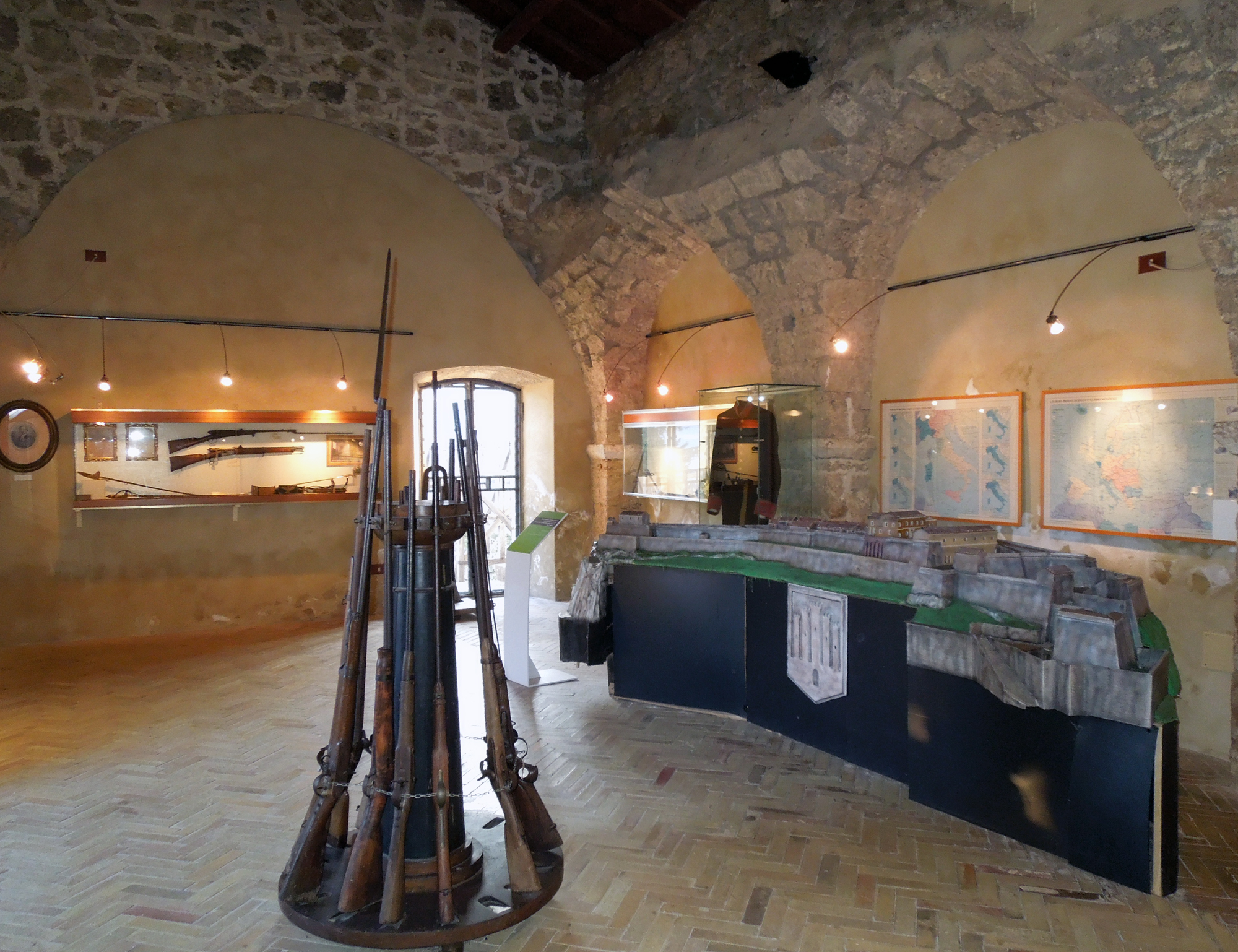
Museum der Festung
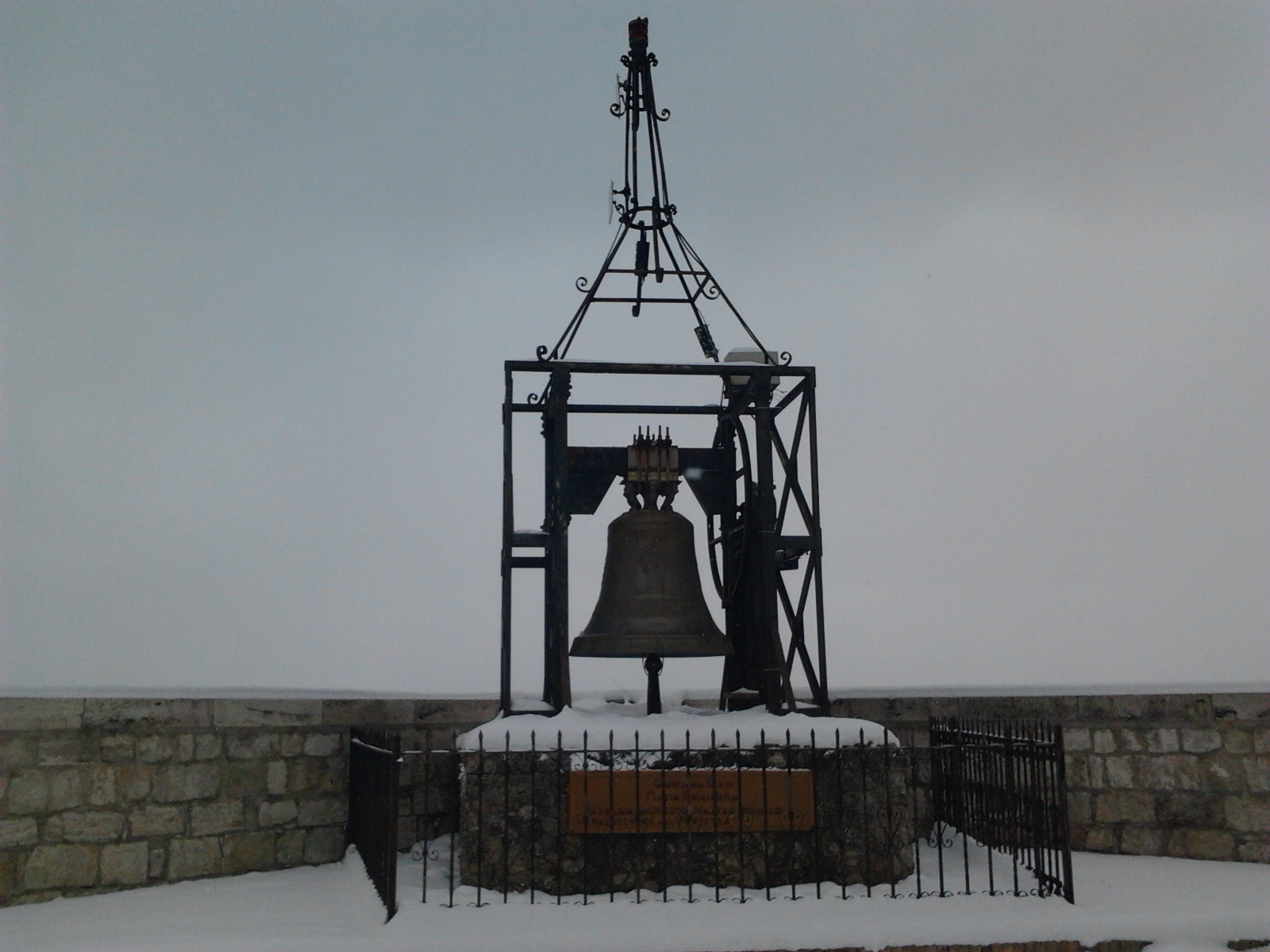
Friedensglocke (campana ai caduti per tutte le guerre)
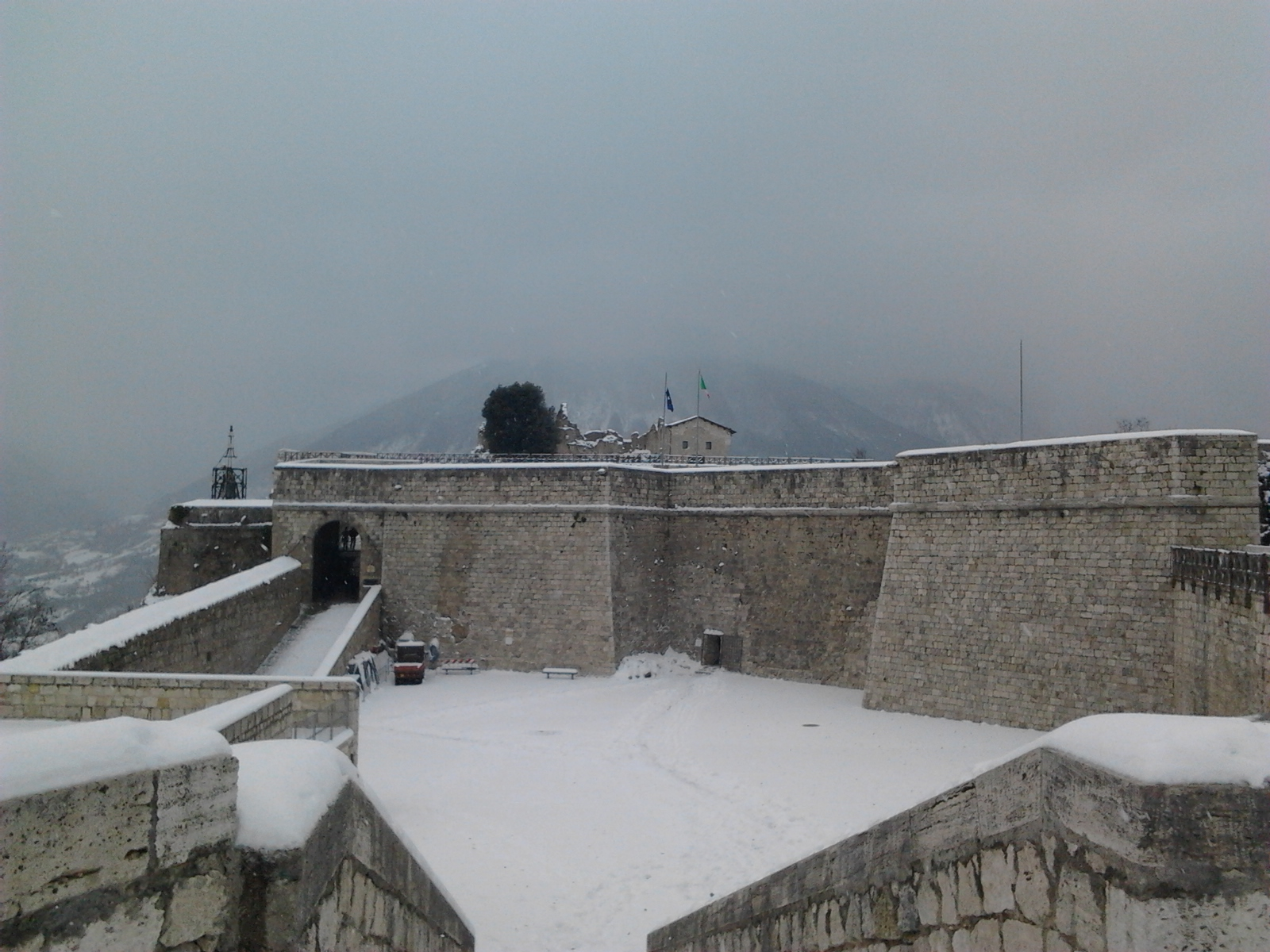
Die Festung im Winter
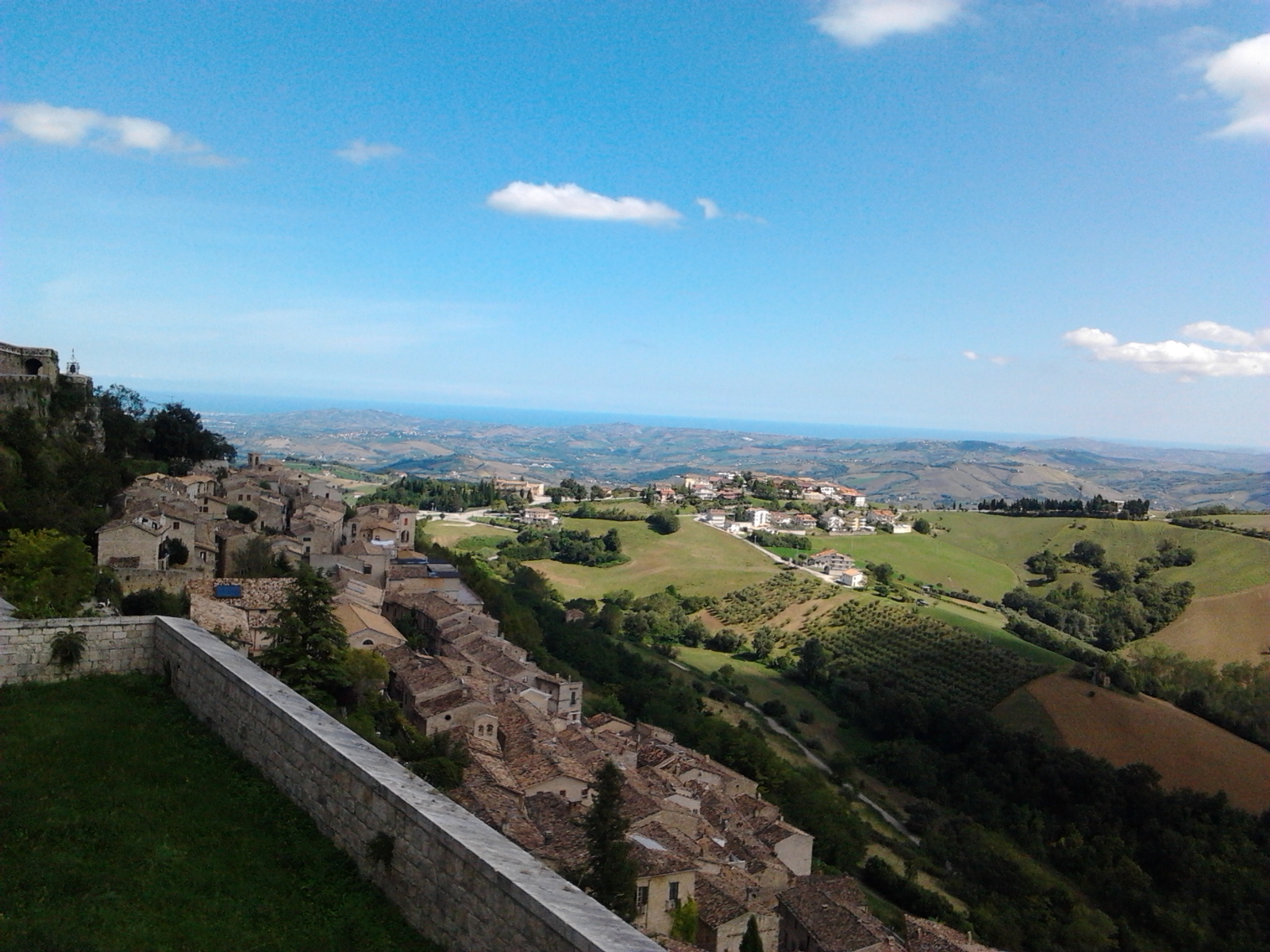
Fernsicht bis zur Adria
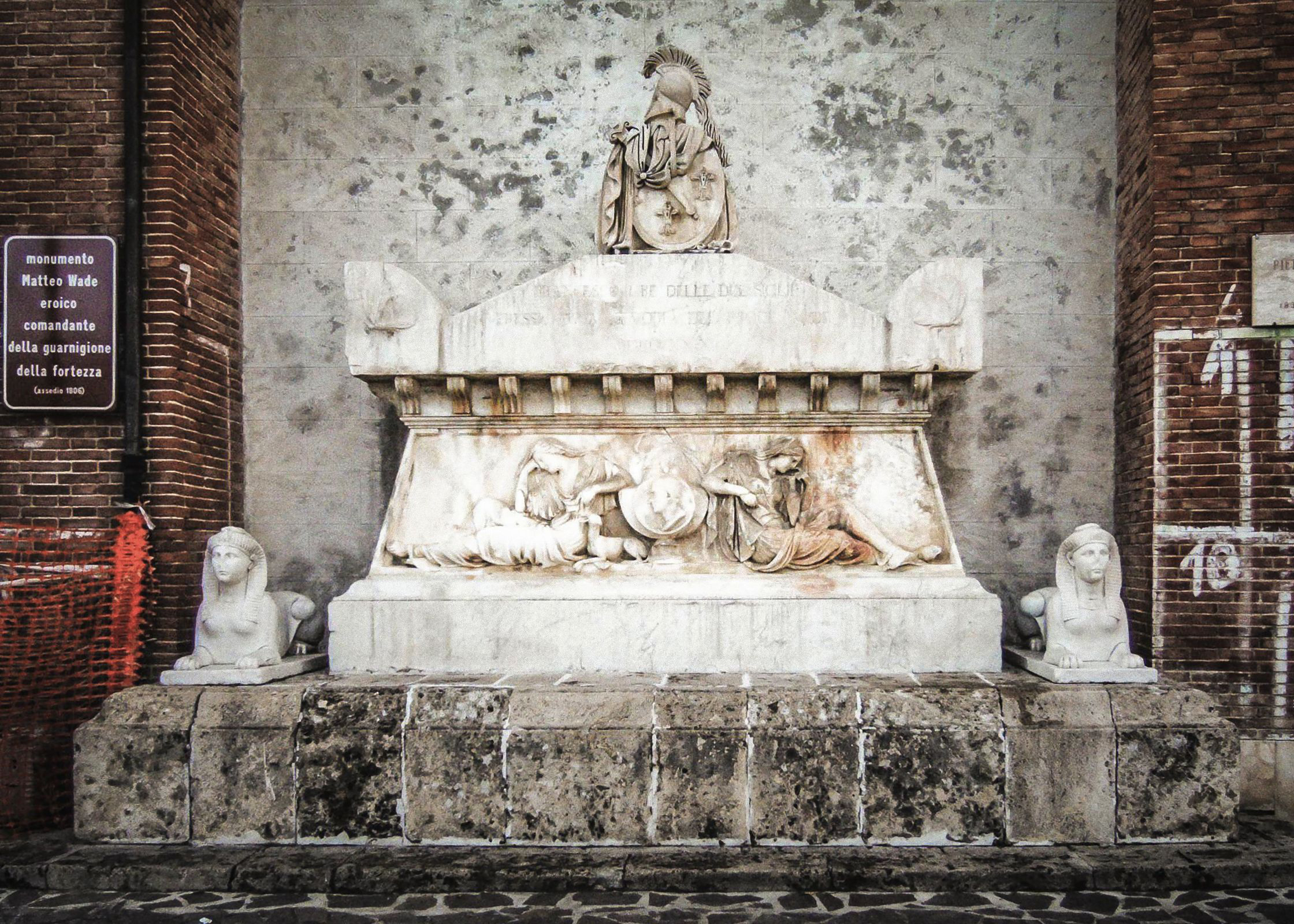
Denkmal für den Kommandanten Matteo Wade
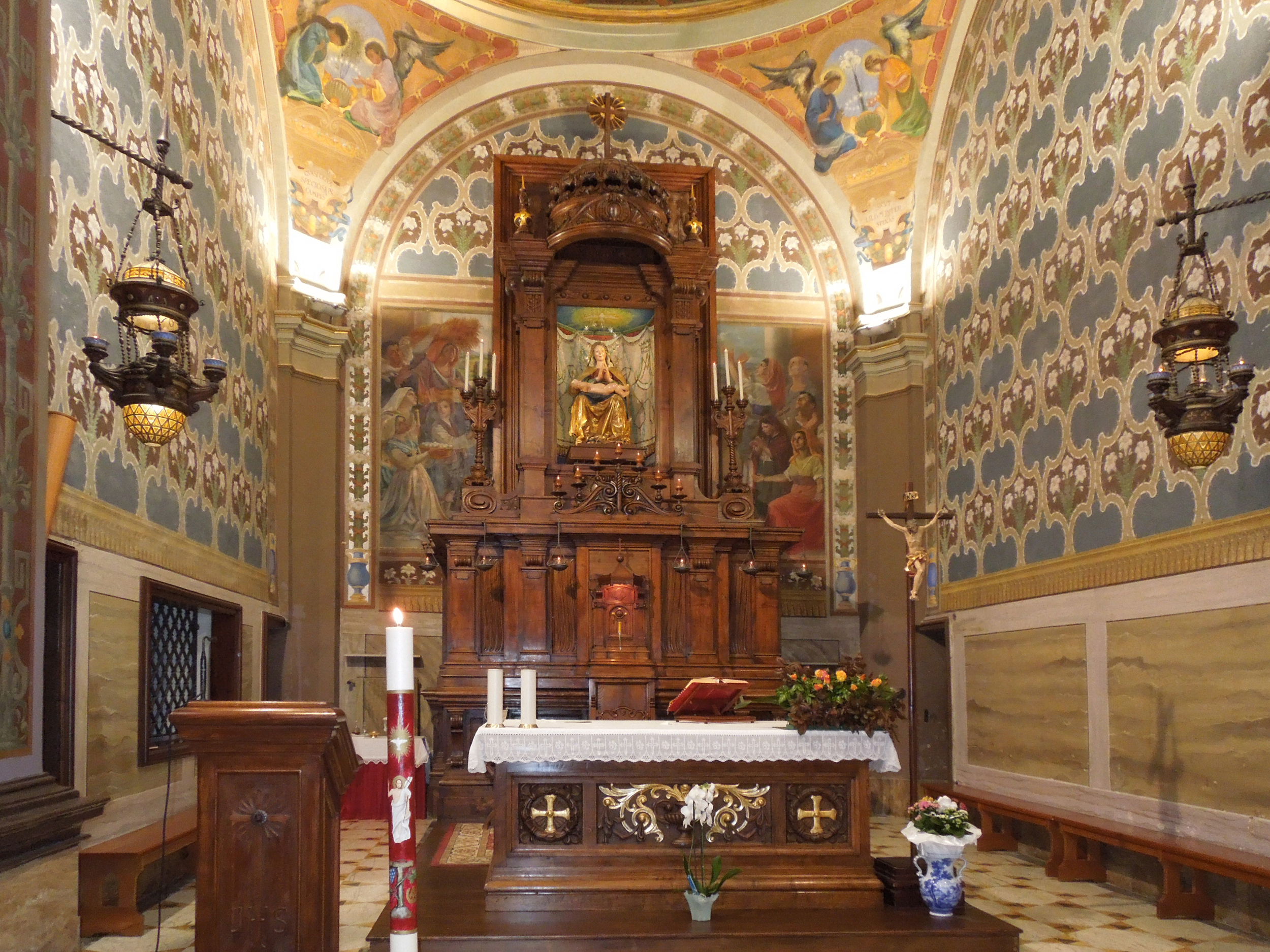
Chiesa di Santa Maria dei Lumi
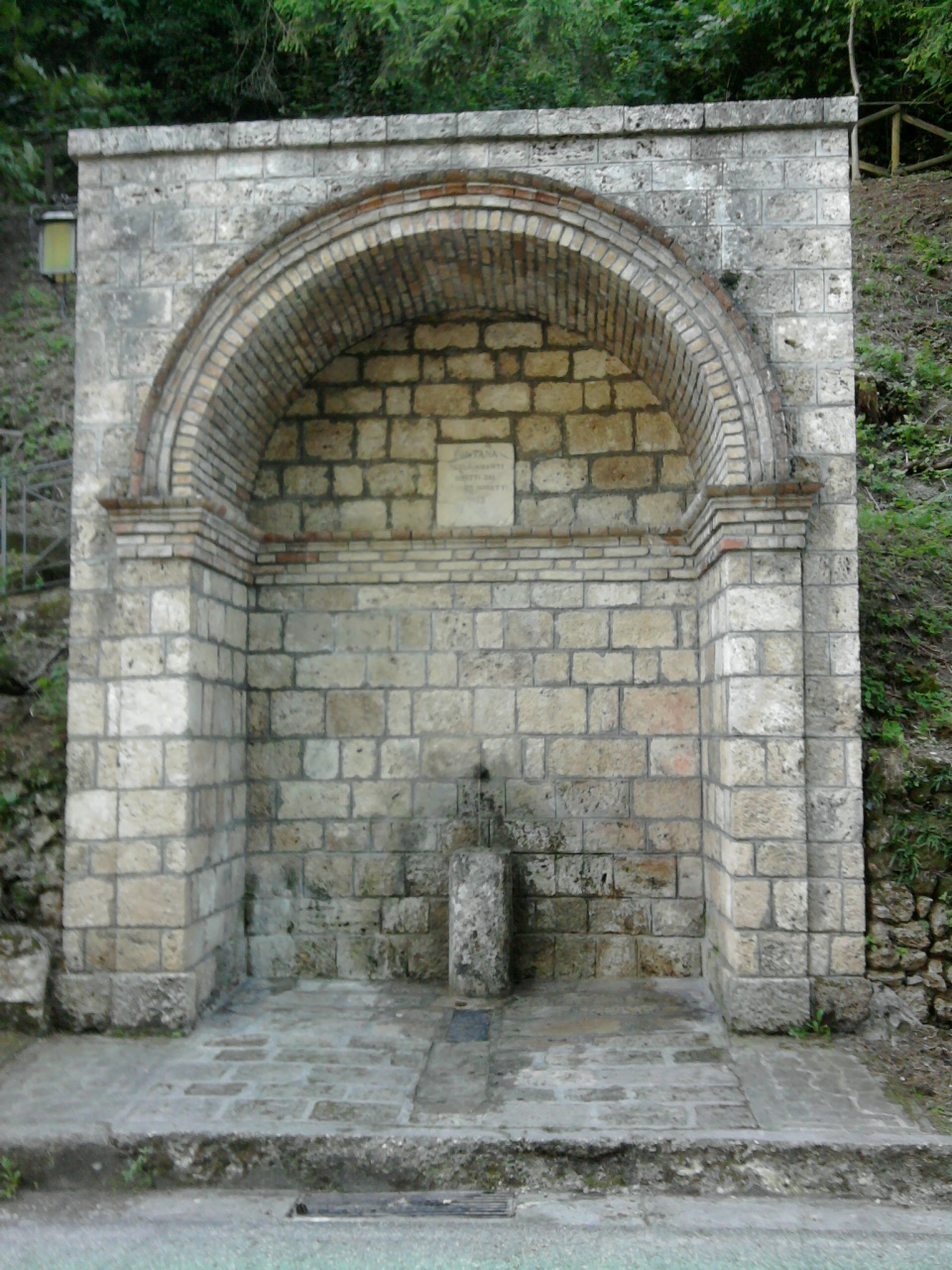
Fontana degli amanti (Liebesbrunnen)

## Weinbau
In der Gemeinde werden Reben der Sorte Montepulciano für den DOC-Wein Montepulciano d’Abruzzo angebaut.